# Lávka Chodov – K Dubu
Lávka Chodov – K Dubu je lávka pro pěší a cyklisty spojující oblast starého Chodova a sídliště Chodov na Jižním Městě v Praze 11. Přibližně 75 metrů dlouhá, 3 m široká lávka překonává dálnici D1 (ul. Brněnská), celkem devět jízdních pruhů včetně nájezdů. Na jejím západojižním konci je sídliště Chodov, stanice metra Chodov a nákupní dům Westfield Chodov. Na severovýchodní straně se cesta napojuje na ulici K Dubu a rezidenční domkovou oblast starého Chodova (Chodovce). Správcem lávky je městská část Praha 11. 

## Historie
Původně se na stejném místě jako dnešní lávka nacházela lávka širší, postavená při výstavbě sídliště Jižní Město. Měla šířku přibližně 6 metrů.
Spolu s výstavbou obchodního centra Centrum Chodov v roce 2005 byla zbořena lávka stará a následně vybudována lávka nová. Ta měří 3 metry na šířku. Důvodem zboření původní lávky bylo vybudování nové přípojné komunikace na dálnici D1, most tedy musel být postaven delší. Později sem byl povolen vjezd cyklistům, prochází tudy cyklotrasa A22 s průměrným provozem 200 cyklistů denně.
V roce 2016 se zde odehrála sebevražda, muž skočil z lávky do dálnice, kde ho přejela auta.
V roce mezi červencem až srpnem 2019 proběhla rekonstrukce této lávky. Městská část si na ni z rozpočtu vyhradila 900 tisíc, zbylých 2,5 milionů financoval magistrát. Došlo k přelakování zábradlí, instalaci nové izolace a k údržbě betonových částí upevňujících lávku.

## Popis
Konstrukce lávky je ocelobetonová spojitá plnostěnná trámová, spřažená se železobetonovou mostovkou. Staticky nepříznivé rozpětí polí mostu (10,3+38,0+19,00 m) bylo dáno šířkovým uspořádáním komunikací pod lávkou. Lávka byla projektována společností TopCon.